# みんな空の下
「みんな空の下」（みんなそらのした）は、日本の歌手・絢香の10枚目のシングル。2009年7月8日にワーナーミュージック・ジャパンから発売された。

## 解説
- 前作より2ヶ月半ぶりとなるシングルで、バセドウ病治療に伴う休養前のラストシングルとなった。
- 表題曲を作成したのはリリースに先立つこと1年半前。当初は「友達に向けて書いていた曲」だったが、「リリースのタイミングで聞き返して見ると今の状況にぴったりで、自分自身鳥肌だった」という[1]。
- 活動休止前最後のテレビ出演となった2009年12月31日放送のNHK『第60回NHK紅白歌合戦』でトリから2番目の位置で歌唱された。そして、この2年後の2011年12月に活動再開を果たした[2]絢香が復帰直後のステージとなる『第62回NHK紅白歌合戦』でも本曲を歌唱した。

## 収録曲
1. みんな空の下
  - 作詞・作曲：絢香 / 編曲：松浦晃久

花王「アジエンス」CMソング。
Panasonicナノイー・X「家族想い編」CMソング（2021年起用）。
2. ありがとう。
  - 作詞・作曲：絢香 / 編曲：亀田誠治
3. 恋焦がれて見た夢 <2009/4/22 日本武道館 Live ver.>
  - 作詞・作曲：絢香 / 編曲：本間律子

9thシングル「夢を味方に／恋焦がれて見た夢」の2曲目のライブバージョン。
2009年4月22日に行われたコスモ アースコンシャス アクト アースデー・コンサートで収録された音源である。
4. みんな空の下 (Instrumental)
5. ありがとう。 (Instrumental)

## 収録アルバム
- ayaka's History 2006-2009（通常盤）（#1）
- ayaka's History 2006-2009（初回限定盤DVD付き、初回限定盤Photo Book付き）（#1,#2、#1はオリジナルバージョンとPiano ver.）

## 他アーティストカバー
- 2009年9月16日 Dizzi Mysica feat.MAKI
- 2009年12月18日 LOVERS ROCREW
- 2010年9月28日 美吉田月
- 2012年5月23日 神津裕之
- 2013年 やなわらばー
- 2013年 ジュンス
- 2016年 クリス・ハート
- 2016年 GUN WOO
- 2017年 鈴木瑛美子
- 2017年 SOLIDEMO
- 2020年 all at once
- 2020年 大原櫻子